# T-Doja
T-doja är en samlingsskiva av protopunkbandet Gudibrallan. Skivan släpptes 1995 av Silence Records. "T-doja" är slang för rödfärgad teknisk sprit, T-sprit.

## Låtlista
1. "T-doja" - 4:19
2. "Sosse" - 3:57
3. "Terjes klagan" - 3:31
4. "Sprutan" - 4:29
5. "Sommar uti hagen" - 4:37
6. "Handgranat och bajonett" - 3:03
7. "Uti vår hage" - 4:54
8. "En student från Uppsala" - 3:28
9. "Syster Lisa" - 7:48
10. "Hej Gud" - 6:35
11. "Oskar" - 6:44
12. "John Boy" - 3:28
13. "Berusa er" - 3:26
14. "Hispan" - 5:46
15. "Visa om jungfrun" - 6:33